# Rune Bergström

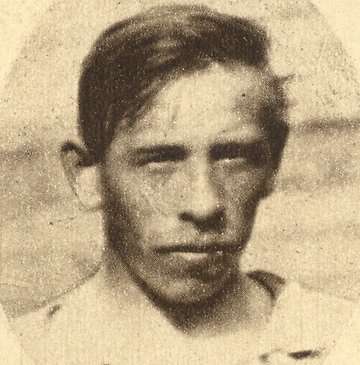
Rune Bergström, ca. 1920

Karl Rune Valerius Bergström (* 5. September 1891 in Kungsholmen; † 7. Mai 1964) war ein schwedischer Fußballspieler. Der Außenstürmer, der dreimal mit AIK den Von-Rosens-Pokal für den schwedischen Meister gewinnen konnte, nahm mit der schwedischen Nationalmannschaft an den Olympischen Spielen 1920 teil.

## Werdegang
Bergström begann seine Laufbahn bei Westermalms IF in Kungsholmen. Dort gehörte er zu den Pionieren, die halfen, eine schlagkräftige Mannschaft aufzubauen und spielte sich in den Kreis der Nationalmannschaft. Am 8. Juni 1913 debütierte er beim 9:0-Erfolg über die norwegische Nationalmannschaft im Nationaljersey und reihte sich neben Spielern wie Karl Gustafsson oder Ivar Svensson in die Torschützenliste ein.
1914 zog Bergström weiter zu AIK. Gleich in seiner ersten Spielzeit konnte an der Seite von Karl Ansén, Helge Ekroth und Theodor Malm durch einen 7:2-Endspielsieg über Helsingborgs IF der schwedische Meistertitel errungen werden. Darüber hinaus wurde Lokalrivale Djurgårdens IF im Spiel um den Wicanderska Välgörenhetsskölden bezwungen. Nachdem im Folgejahr im Halbfinale gegen DIF Endstation war, wurden 1916 jeweils durch Siege gegen den Rivalen beide Trophäen erneut gewonnen.
Im selben Jahr machte sich Bergström einen Namen als bester Außenstürmer seiner Zeit. Beim Länderspiel gegen die dänische Landesauswahl, gegen die die schwedische Mannschaft bis dato ohne Torerfolg geblieben war, am 8. Oktober des Jahres wirbelte er vor heimischem Publikum in Stockholm auf der Außenbahn und bereitete den ersten Treffer vor. Eine Viertelstunde vor Spielschluss stand er frei vor dem Tor und das Publikum rief zum ballführenden Mitspieler laut „Spela på Rune“ – Spiel ihn zu Rune. Dieser schlug den Ball in die Mitte, wo Bergström den 4:0-Endstand erzielte. In der Folge wurde dieser Ausdruck zum geflügelten Wort bei AIK, damit der Ball in die Mitte gespielt wird. 
1917 erhielt Bergström ein Profiangebot aus den Vereinigten Staaten, das er jedoch ablehnte und in Schweden blieb. Im selben Jahr erreichte er mit dem Klub erneut das Meisterschaftsfinale, DIF nahm jedoch Revanche für die Vorjahresniederlage. Zwar blieb in den folgenden Jahren der Erfolg mit seinem Verein aus, dennoch konnte er sich in der Nationalmannschaft etablieren. 1920 wurde er für die Olympischen Spiele nominiert und kam an der Seite von Albin Dahl, Herbert Karlsson  und Albert Olsson im Laufe des Turniers in allen drei Partien der Landesauswahl zum Einsatz. 
1922 war seine Nationalmannschaftskarriere nach 26 Länderspieleinsätzen, in denen ihm fünf Tore gelungen waren, beendet. Im folgenden Jahr erspielte er sich mit AIK seinen dritten Meistertitel, als im Endspiel um den Von-Rosens-Pokal IFK Eskilstuna mit 5:1 besiegt wurde. Nach der erfolgreichen Qualifikation für die Allsvenskan lief er dort noch in zwei Spielzeiten für den Klub auf. Nach 31 Spielen und zwei Toren in der neuen Eliteserie beendete er 1926 seine Karriere.
Nach seiner aktiven Zeit verfolgte Bergström weiterhin das Geschehen bei seinem Klub, ehe der hauptberuflich bei ASEA tätige Elektrikmonteur im Alter von 72 Jahren an Lungenkrebs verstarb.